# Armádní skupina Lanz
Armádní skupina Lanz (německy: Armeegruppe Lanz někdy též Armee-Abteilung Lanz) byla německá armádní skupina za druhé světové války.

## Popis

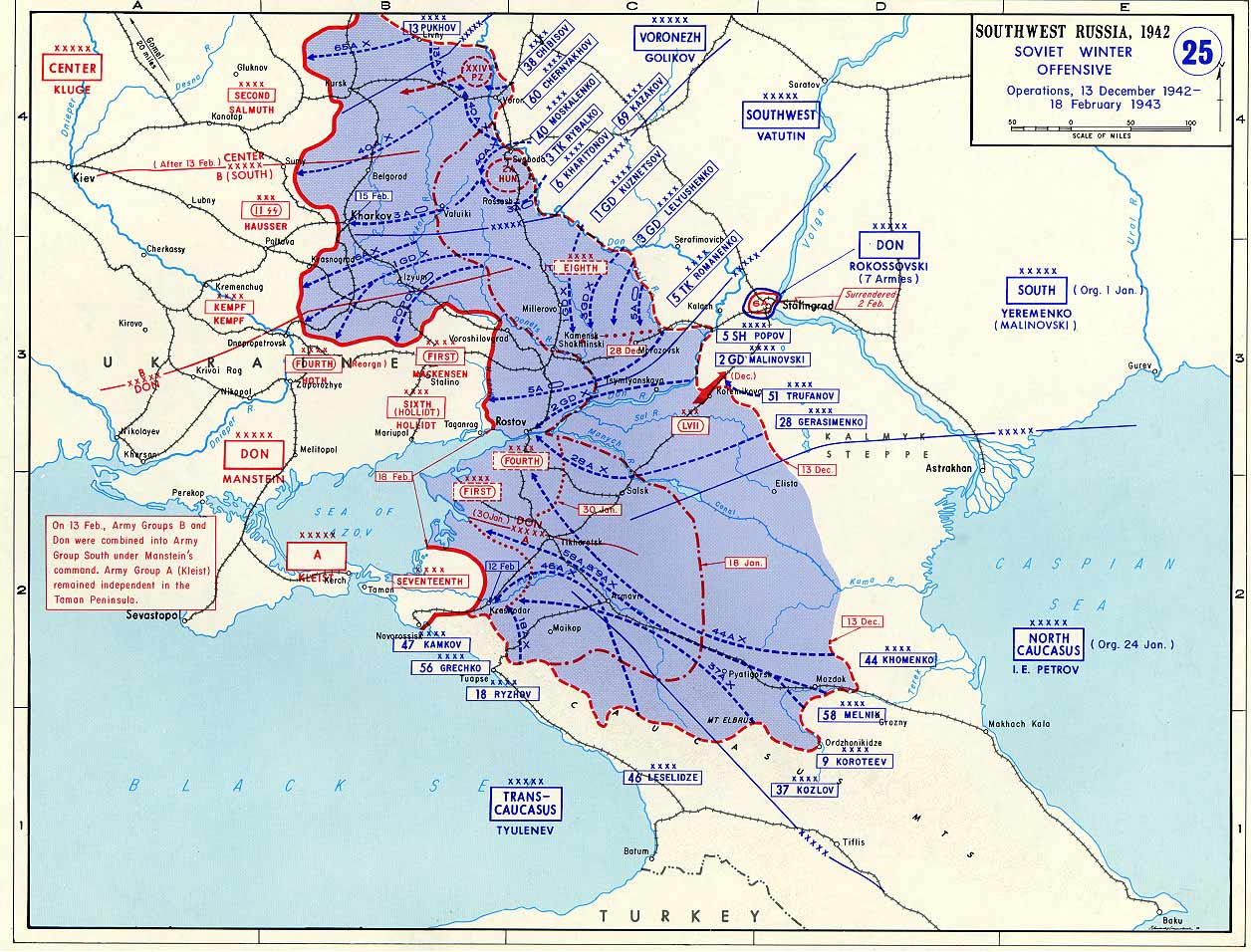
Situace ve druhé polovině února 1943

Koncem ledna 1943 byla německá vojska pod silným tlakem sovětských vojsk na Východní Ukrajině, celá Skupina armád B se nacházela v troskách. V té době se začala v Charkovské oblasti (v pásmu Skupiny armád B) vytvářet ze zbytků 8. italské armády a místních německých jednotek, nová armádní skupina. Její jádro tvořil německý XXIV. tankový sbor pod velením generálporučíka Nehringa a Tankový sbor SS, který byl vykládán v Charkově, když předtím absolvoval rychlý přesun z Francie na hroutící se jižní část východní fronty. Velitelem armádní skupiny se stal generál horských myslivců Hubert Lanz, po kterém byla také skupina pojmenována. Vrchní velení (samotný Adolf Hitler) dalo rozkaz armádní skupině Lanz, aby za každou cenu ubránila Charkov před postupující sovětskou armádou. K tomuto úkolu zbyl Lanzovi jen tankový sbor SS pod velením SS-Obergruppenführera Haussera, konkrétně 2.SS divize pancéřových granátníků Das Reich, divize 1. SS divize pancéřových granátníků „Leibstandarte SS Adolf Hitler“ a 3. SS divize pancéřových granátníků „Totenkopf“ byly ještě na cestě. Tato osamocená divize nemohla zastavit sovětský nápor a již v polovině února hrozilo tankovému sboru SS, že bude v Charkově obklíčen. V té době bylo velitelství Skupiny armád B staženo a armádní skupina Lanz tak přešla pod velení Skupiny armád Jih. Dříve než se podařilo Skupině armád Jih navázat spojení s armádní skupinou Lanz a proti rozkazu samotného generála Lanze, opustil tankový sbor SS Charkov, který následně obsadila sovětská vojska. Tato událost znamenala 20. února pro armá. sk. Lanz nahrazení jejího velitele generála horských myslivců Huberta Lanze generálem tankových jednotek Wernerem Kempfem, oficiálně proto že generál tankových jednotek se hodí lépe jako velitel pro armádní skupinu složenou z tankových jednotek, než generál horských myslivců. Den poté, při předávání velení došlo i ke změně názvu jednotky na armádní skupinu Kempf, ze které se stala později 8. armáda.

## Velitelé a náčelníci štábu
Velitelé
- 1. únor 1943 – 21. únor 1943 – Generál horských myslivců Hubert Lanz

Náčelníci štábu
- 5. únor 1943 – 21. únor 1943 – Generálmajor Dr. phil. Hans Speidel

### Fotografie
- Hubert Lanz
- Divize "Das Reich" během znovu dobývání Charkova (1)[nedostupný zdroj]
- Divize "Das Reich" během znovu dobývání Charkova (2)[nedostupný zdroj]
- Divize "Leibstandarte SS Adolf Hitler" během znovu dobývání Charkova[nedostupný zdroj]